# شارل
شارل(به فرانسوی: Charles) نامی‌است برای مردان. شارل فرانسوی‌شدهٔ نام آلمانی کارل(به آلمانی: Karl یا Carl) به معنای مرد یا مرد آزاد (در مقابل رعیت) می‌باشد. همچنین یک نگرهٔ دیگر گرفته‌شدن این نام از ریشهٔ آلمانی hari به معنای جنگجو می‌باشد. برابر شارل در زبان انگلیسی چارلز می‌باشد.
نام شارل ممکن است اشاره به یکی از موردهای زیر داشته باشد:

## در زمینهٔ موسیقی
- شارل آزناوور خوانندهٔ ارمنی-فرانسوی
- شارل کوکلن
- شارل گونو
- شارل ماری ویدر

## در زمینهٔ سیاست
- شارل دو گل، سیاست‌مدار و ژنرال فرانسوی

## خاندان پادشاهی

### فرانسه
- شارلمانی
- شارل تاس
- شارل فربه
- شارل ساده
- شارل چهارم
- شارل پنجم
- شارل ششم
- شارل هفتم
- شارل هشتم
- شارل نهم
- شارل دهم
- شارل ژوزف بناپارت
- شارل لوئی ناپلئون بناپارت یا ناپلئون سوم
- شارل یکم فرمانروای ناپل
- شارل دورلئان
- شارل الکساندر دو لوران

### موناکو
- شارل یکم گریمالدی
- شارل دوم گریمالدی
- شارل سوم گریمالدی

### اسپانیا
- شارل دوم
- شارل سوم

### سوئد
- کارل چهاردهم

## وابستگان به خاندان‌های اشرافی
- شارل دو مونتسکیو سیاست‌مدار فرانسوی عصر روشن‌گری
- شارل مارتل
- شارل والوا

## دیگران
- شارل بودلر
- شارل مسیه
- شارل مالک
- شارل لبرون
- شارل-موریس دو تالیران-پریگور
- شارل پرو
- شارل ریشه
- شارل بتلهایم
- شارل فوریه
- ژاک شارل
- شارل آگوستن دو کولن
- شارل ادوارد گیوم
- شارل پیر آنری ریو
- شارل میشل دو لانلاد
- لوکوربوزیه
- شارل ژوزف دو هارله دو دولن